# Drillactis leucomelos
Drillactis leucomelos är en havsanemonart som först beskrevs av Charles Christopher Parry 1951.  Drillactis leucomelos ingår i släktet Drillactis och familjen Edwardsiidae. Inga underarter finns listade i Catalogue of Life.